# Antepardo
Antepardo es un despoblado que actualmente forma parte del concejo de Fontecha, que está situado en el municipio de Lantarón, en la provincia de Álava, País Vasco (España).

## Localización
Estaba situado a la vera de la carretera de Miranda a Trespaderne (A-2122), cerca del polígono industrial de Lantarón.

## Historia
Documentado desde 1025 (Reja de San Millán), formaba parte de la Merindad de Ossingani.
A mediados del siglo XIX, había en el lugar una venta de ese nombre, que aparece descrita en el segundo volumen del Diccionario geográfico-estadístico-histórico de España y sus posesiones de Ultramar de Pascual Madoz de la siguiente manera:

ANTEPARDO (venta de): en la prov. de Alava, térm. municipal de Salcedo y del l. de Caicedo Yuso: sit. en el camino real de la Rioja á Orduña.
(Madoz, 1849, p. 274)